# Вильман, Отто
Густав Филипп Отто Вильман (нем. Gustav Philipp Otto Willmann; 1839—1920) — немецкий педагог и философ-неотомист.

## Биография
Густав Филипп Отто Вильман родился 24 апреля 1839 года в прусском городке Лисса (ныне Лешно, Польша). Получил образование в университете Бреслау, затем продолжил обучение в Берлинском университете.
По окончании обучения, с 1863 по 1868 год, Вильман преподавал в городе Лейпциге в педагогическом семинаре у Т. Циллера и на педагогических курсах Ф. Диттеса в Вене (с 1868 года возглавил последние).
С 1872 по 1903 год О. Вильман работал в должности профессора философии и педагогики Пражского (немецкого) университета Карла-Фердинанда.
Помимо этого, в 1907 году, Отто Вильман стал одним из основателей Союза христианской педагогики.
Был убеждённым сторонником и последователем Иоганна Фридриха Гербарта. Педагогическую науку разделял на три основные части: теоретическую, практическую и историческую. Религиозно-этические нормы видел как инструмент передачи научного и культурного наследия от поколения к поколению.
Густав Филипп Отто Вильман умер 1 июля 1920 года в городе Лейтмерице (ныне Литомержице, Чехия).

## Избранная библиография
- «Die Odyssee im erziehenden Unterricht» (1868),
- «Pädagogische Vortrage» (3 изд., 1896),
- «Didaktik als Bildungslehre nach ihren Beziehungen zur Socialforschung und zur Geschichte der Bildung» (1894),
- «Geschichte des Idealismus» (1895—1897).